# Вплив фармацевтичних засобів та засобів особистої гігієни на довкілля

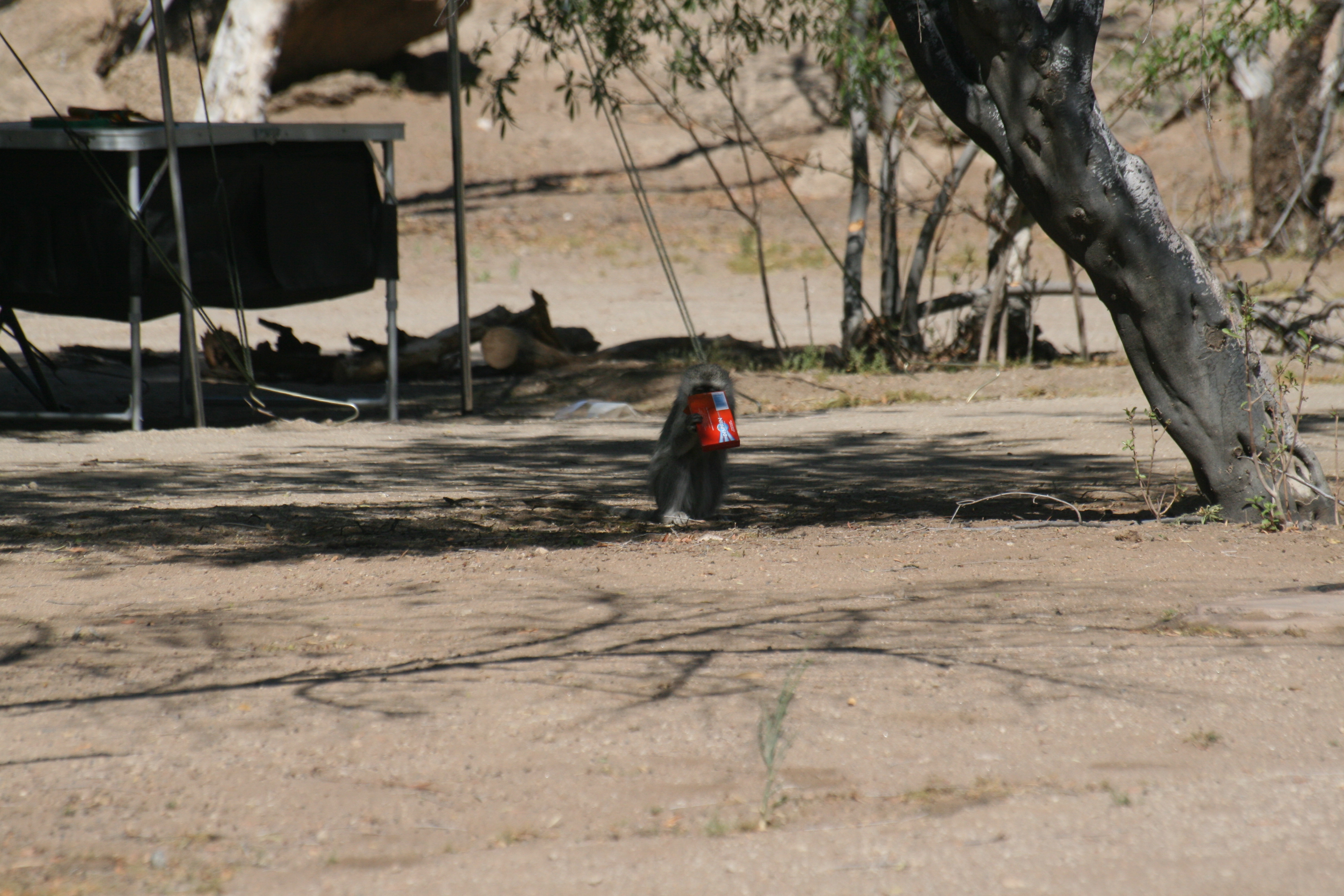
Верветна мавпа з викраденою коробкою аспірину, яка не була надійно збережена

В даний час екологічний ефект фармацевтичних препаратів та засобів особистої гігієни (англ. environmental effect of pharmaceuticals and personal care products; (PPCPs)) широко досліджується. PPCPs включають речовини, що використовуються окремими особами з метою особистого здоров'я чи косметичних цілей, та продукти, що використовуються агробізнесом для стимулювання росту чи здоров'я худоби. Щороку виробляється понад двадцять мільйонів тонн PPCPs.
PPCPs були виявлені у водних об'єктах у всіх країнах світу. Потрібні додаткові дослідження для оцінки ризиків токсичності, стійкості та біоакумуляції, але сучасний стан досліджень показує, що засоби особистої гігієни впливають на навколишнє середовище та інші види, такі як коралові рифи та риба. PPCPs охоплюють стійкі до навколишнього середовища фармацевтичні забруднювачі (англ. environmental persistent pharmaceutical pollutants; EPPP) і є одним із видів стійких органічних забруднювачів. Вони не виводяться зі стічних вод звичайними методами.
Європейський Союз оголосив фармацевтичні залишки з потенційним забрудненням води та ґрунту «пріоритетними речовинами».

## Огляд
З 1990-х років забруднення вод фармацевтичними препаратами викликало занепокоєння екологічними проблемами. Багато фахівців у галузі охорони здоров'я в США почали писати звіти про фармацевтичне забруднення у водних шляхах у 70-х рр. XX століття. Багато фармацевтичних препаратів осідають у навколишньому середовищі за рахунок споживання та виведення з організму, і часто фільтруються неефективно комунальними очисними спорудами, які не призначені для управління ними. Потрапляючи у воду, вони можуть мати різний вплив на організми, хоча дослідження все ще неповні. Фармацевтичні препарати можуть також зберігатись у навколишньому середовищі через неправильну утилізацію, стік шламових добрив та зрошення стічних вод, а також негерметичні каналізаційні труби. У 2009 р. у звіті розслідування Associated Press дійшло висновку, що американські виробники законно випустили в навколишнє середовище 271 млн фунтів сполук, що використовуються як наркотики, 92 % з яких складають промислові хімічні речовини фенол та перекис водню, які також застосовуються як антисептики. Неможливо розрізнити ліки, що випускаються виробниками, на відміну від фармацевтичної індустрії. Встановлено, що лікувальні заклади викинули приблизно 250 млн фунтів фармацевтичних препаратів та забруднене упакування. Серія досліджень призвела до слухання[коли?] справи  проведеної підкомітетом Сенату США з питань безпеки транспорту, безпеки інфраструктури та якості води. Слухання було розроблене для вирішення питань рівня забруднень фармацією у питній воді США. Це був перший випадок, коли фармацевтичні компанії допитувались щодо методів їх утилізації відходів. «В результаті слухання не було створено жодних федеральних нормативних актів або законів». [джерело?] «У 1970—2018 рр. вироблено понад 3000 фармацевтичних хімікатів, але лише 17 пройшли перевірку або тестування на водних шляхах». [джерело?] «Немає досліджень, спрямованих на вивчення впливу забрудненої фармацевтикою питної води на здоров'я людей». Паралельно в більшості країн-членів ЄС, який є другим за величиною споживачем у світі (24 % від загальної кількості країн) після США, близько 50 % невикористаних лікарських засобів для людей не збираються для належної переробки. В ЄС, за оцінками, 30 %-90 % перорально введених доз виводиться у вигляді діючих речовин із сечею.
Термін стійкі фармацевтичні забруднювачі навколишнього середовища (англ. environmental persistent pharmaceutical pollutants; EPPP) було запропоновано у номінації фармацевтичних препаратів та навколишнього середовища у 2010 році як нове питання до Стратегічного підходу до міжнародного управління хімічними речовинами (англ. Strategic Approach to International Chemicals Management; SAICM) Міжнародним товариством лікарів з питань навколишнього середовища (англ. International Society of Doctors for the Environment; ISDE). [джерело?]

### Безпечна утилізація
Залежно від джерел та компонентів існують різні способи, якими громадськість може утилізувати фармацевтичні та засоби особистої гігієни прийнятними способами. Найбільш безпечний для навколишнього середовища спосіб утилізації — скористатися перевагами спільних програм з вивезення лікувальних препаратів, які їх збирають в центральному місці для правильної утилізації. Кілька місцевих департаментів охорони здоров'я в США ініціювали ці програми. Крім того, Адміністрація США щодо боротьби з наркотиками (англ. Drug Enforcement Administration; DEA) час від часу просуває місцеві програми, а також Національну ініціативу повернення.
Програми повернення коштів у США фінансуються державними чи місцевими департаментами охорони здоров'я або є волонтерськими програмами через аптеки чи медичні установи. Останніми роками привертає увагу пропозиція про те, що виробники фармацевтичних препаратів повинні нести відповідальність за свою продукцію «від колиски до могили». Там, де немає місцевої програми повернення, Агентство з охорони навколишнього середовища США (англ. U.S. Environmental Protection Agency; EPA) та Управління національної політики контролю за наркотиками запропонували в керівництві 2009 року споживачам зробити наступне:
1. дістати ліки, що відпускаються за рецептом, з оригінальних контейнерів
2. змішувати препарати з котячим послідом або використаною кавовою гущею
3. помістіть суміш у одноразову ємність із кришкою, наприклад, у герметичний пакет
4. прикрийте будь-яке особисте посвідчення чорним маркером, який є на оригінальних контейнерах для таблеток
5. помістіть ці контейнери в мішок із сумішшю, запечатайте їх і помістіть у смітник.

Мета рекомендованих практик полягає в тому, що хімічні речовини будуть відокремлені від відкритого середовища, особливо водних об'єктів, настільки довго, щоб вони природним чином розпадалися.
Якщо забруднюючі речовини потрапляють у воду, то з ними важко боротися. Обладнання для очищення води застосовує різні процеси, щоб зменшити або повністю усунути ці речовини. Це робиться за допомогою сорбції, де зважені тверді речовини видаляються седиментацією. Іншим методом є біодеградація, і завдяки цьому мікроорганізми (бактерії та гриби), живляться цими забруднювачами або розщеплюють їх, тим самим усуваючи їх із забруднених середовищ.

## Типи

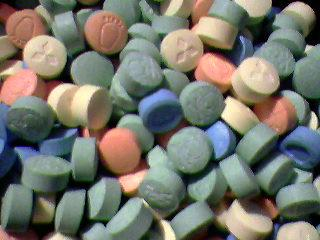
Нелегальні наркотики, такі як екстазі (вище), можна знайти у водних шляхах.

Фармацевтичні препарати або ліки, які відпускаються за рецептом та без рецепта, призначені для людей або для тварин та агробізнесу, є загальноприйнятими PPCPs, що зустрічаються в навколишньому середовищі. Існує 9 класів фармацевтичних препаратів, що входять до складу PPCPs: гормони, антибіотики, ліпідні регулятори, нестероїдні протизапальні препарати, бета-блокатори, антидепресанти, протисудомні засоби, протипухлинні засоби та діагностичні контрастні речовини.
Засоби особистої гігієни мають чотири класи: ароматизатори, консерванти, дезінфікуючі засоби та сонцезахисні засоби. Вони містяться в косметиці, парфумерії, засобах гігієни під час менструацій, лосьйонах, шампунях, милі, зубних пастах та сонцезахисних кремах. Ці продукти здебільшого потрапляють у навколишнє середовище, коли їх пропускають через тіло або змивають із нього, потрапляють у землю або каналізацію, або коли вони утилізуються у сміття, септик або каналізаційні труби.
Сліди заборонених наркотиків можна знайти у водних шляхах, і навіть їх можна перенести з грошима.

## Шляхи в навколишнє середовище
Дві причини, чому увага приділяється PPCPs в навколишньому середовищі: вони насправді зростають у навколишньому середовищі завдяки широкому використанню та / або аналітична технологія краще здатна виявляти PPCPs в навколишньому середовищі. Ці речовини потрапляють у навколишнє середовище прямо чи опосередковано. Прямі методи включають забруднення поверхневих вод лікарнями, домашніми господарствами, промисловістю або очисними спорудами. Пряме забруднення також може вплинути на осад і ґрунт.
Вважається (хоча і навряд чи перевірено), що виробництво фармацевтичних препаратів у промислово розвинутих країнах контролюється і не шкодить навколишньому середовищу через місцеві законодавчі обмеження, які зазвичай необхідні для дозволу виробництва. Однак значна частина світового виробництва фармацевтичних препаратів відбувається в таких недорогих країнах виробництва, як Індія та Китай. Останні звіти з Індії показують, що таке виробництво може виділяти дуже великі кількості, наприклад, антибіотиків, при цьому рівень наркотиків у місцевих поверхневих водах вищий, ніж у крові пацієнтів, які перебувають на лікуванні.
Основний шлях потрапляння фармацевтичних залишків у воду — виведення їх з пацієнтів, які проходять лікування. Оскільки багато фармацевтичних речовин не метаболізуються в організмі, вони можуть виводитися в біологічно активній формі, як правило, із сечею. Крім того, багато фармацевтичних речовин не потрапляють повністю з кишечника (після перорального введення пацієнтам) у кровотік. Фракція, що не потрапила в кровотік, залишається в кишечнику і з часом виводиться з фекаліями. Отже, і сеча, і фекалії пацієнтів містять фармацевтичні залишки. 30-90 % перорально введених препаратів, як правило, виводиться як активна речовина із сечею.
Додаткове джерело забруднення — неправильна утилізація невикористаних або прострочених залишків лікувальних засобів. В Європ є системи звороту таких залишків (хоча вони не завжди застосовуються в повному обсязі). В США є лише добровільні ініціативи на місцевій основі. Хоча багато відходів потрапляють на спалення, і людей просять кидати невикористані або прострочені фармацевтичні препарати на розслідування побутових відходів. У Німеччині показали, що до 24 % рідких фармацевтичних препаратів та 7 % таблеток або мазей утилізуються завжди або принаймні «рідко» через унітаз або раковину.
Правильна утилізація лікарських залишків повинна давати продукти спокою без будь-якої фармацевтичної чи екотоксичної активності. Крім того, залишки не повинні діяти як компоненти екологічного утворення нових таких продуктів. Вважається, що спалення при високій температурі (> 1000 градусів Цельсія) відповідає вимогам, але навіть після такого спалення слід належним чином подбати про залишковий попіл від спалення.
Медичні препарати, що використовуються у ветеринарній медицині та добавки для годування тварин, є іншою проблемою, бо виводяться в ґрунт та на відкриті поверхні води. Такі виділення можуть впливати безпосередньо на наземні організми, що призводить до вимирання відкритих видів (наприклад, гнойових жуків). Розчинні у ліпідах фармацевтичні залишки можуть сильно зв'язуватися з частинками ґрунту, з невеликою тенденцією до витікання у ґрунтові або поверхневі води. Більше водорозчинних залишків може вимиватися дощем або талим снігом і потрапляти як до підземних, так і до поверхневих водних потоків.

## Присутність у навколишньому середовищі
Використання фармацевтичних препаратів та засобів особистої гігієни (PPCP) зростає, прогнозовано збільшившись із 2 млрд до 3,9 млрд річних рецептів лише між 1999 і 2009 рр. лише в США. PPCP потрапляють у навколишнє середовище завдяки індивідуальній діяльності людини та у вигляді залишків від виробництва, агробізнесу, ветеринарного використання та використання в лікарнях та громадах. В Європі надходження фармацевтичних залишків через побутові стічні води, за оцінками, становлять близько 80 %, тоді як 20 % надходить із лікувальних закладів. Люди додають PPCP у навколишнє середовище шляхом викидання відходів та купання, а також шляхом безпосереднього утилізації невикористаних ліків у септики, каналізаційні системи чи сміття. Оскільки PPCP здебільшого розчиняються легко і не випаровуються при нормальних температурах, вони часто потрапляють у ґрунт та водойми.
Деякі PPCP розщеплюються або легко переробляються організмом людини або тварини та / або швидко руйнуються в навколишньому середовищі. Однак інші не легко руйнуються або деградують. Ймовірність або легкість руйнування окремої речовини залежить від її хімічного складу та метаболічного шляху сполуки.
Геологічна служба США 2002 р. виявила одну або декілька хімічних речовин у 80 % вибірки з 139 сприйнятливих потоків у 30 штатах. Найпоширенішими виявленими фармацевтичними препаратами були такі, що відпускаються без рецепта; також були знайдені миючі засоби, антипірени, пестициди, природні та синтетичні гормони, а також асортимент антибіотиків та ліків, що відпускаються за рецептом.
Дослідження 2006 р. виявило помітні концентрації 28 фармацевтичних сполук у стоках очисних споруд, поверхневих водах та осадах. Терапевтичні класи включали антибіотики, знеболюючі препарати та протизапальні засоби, регулятори ліпідів , бета-адреноблокатори, протисудомні та стероїдні гормони. Хоча більшість хімічних концентрацій були виявлені при низьких рівнях (нанограми / літр (нг/л)), є невизначеності щодо рівня токсичності та ризиків біоакумуляції цих фармацевтичних сполук.
Дослідження, опубліковане наприкінці 2014 р., показало, що рівень екстазу, кетаміну, кофеїну та ацетамінофену у прилеглих річках збігався з тайванським молодіжним заходом, у якому взяли участь близько 600 000 людей. У 2018 р. молюски в Пьюджет-Саунді, водах, які отримують очищені стічні води з району Сіетла, пройшли позитивний тест на оксикодон. Поширення фармацевтичних препаратів та засобів особистої гігієни у стічних водах є досить частим і досить повсюдним, щоб PPCP у стічних водах можна було виміряти, щоб оцінити їх використання в громаді.
Окрім виявлених надходжень від лікування людей, визначено дифузне забруднення, наприклад, від фармацевтичних препаратів, що використовуються у сільському господарстві. Дослідження в Німеччині, Франції та Шотландії також показали залишки PPCPs перед стоками вод з очисних споруд у річки.

## Ефекти

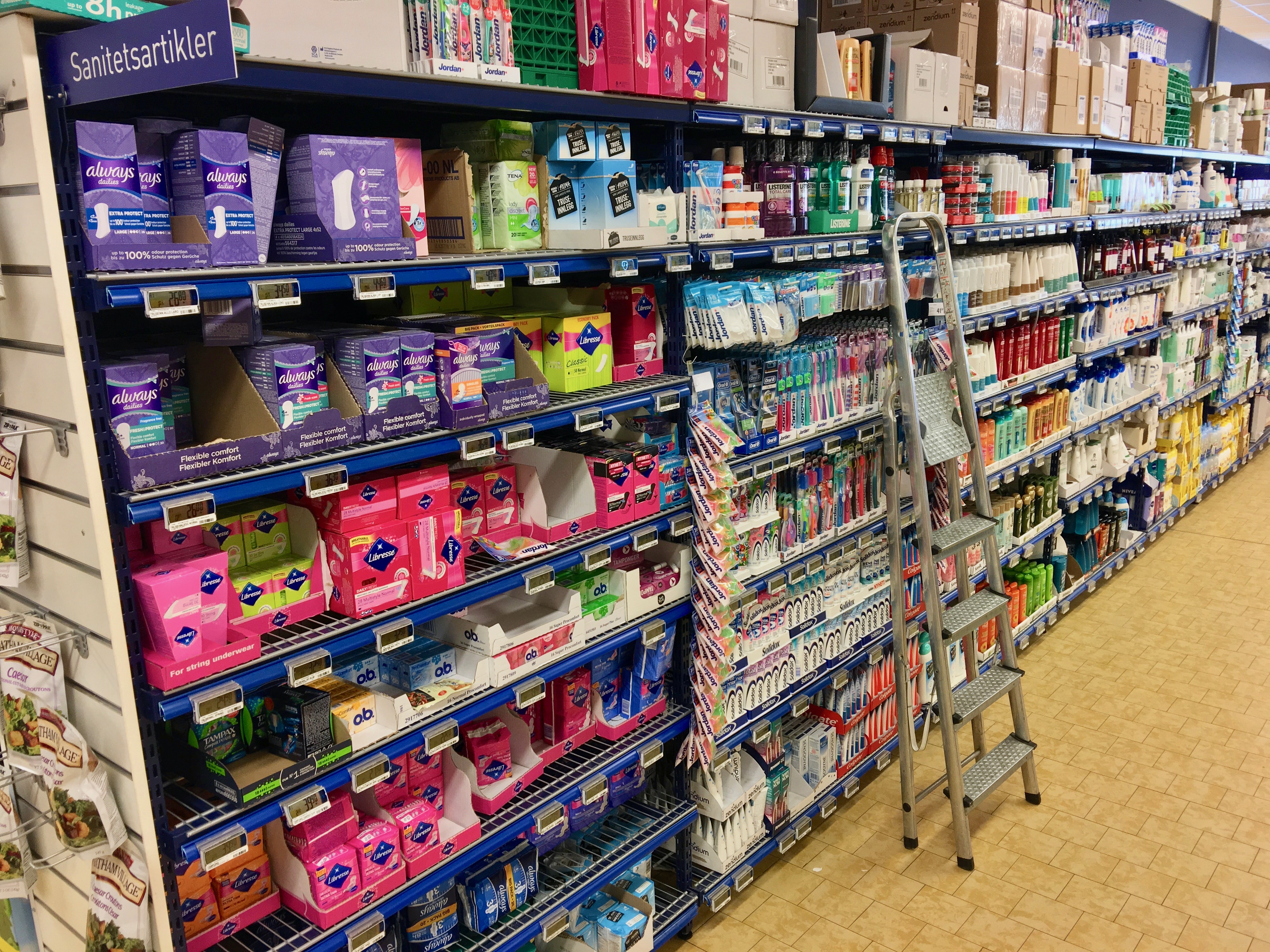
Засоби особистої гігієни: полички з тампонами, жіночі гігієнічні рушники, зубні щітки, засоби для здоров'я та догляду за тілом

### Людина
Сфера впливу на людину PPCPs із навколишнього середовища є складною функцією багатьох факторів. Ці фактори включають концентрації, види та розподіл фармацевтичних препаратів у навколишньому середовищі; фармакокінетика кожного препарату; структурна трансформація хімічних сполук або шляхом метаболізму, або природних процесів деградації; та потенційне накопичення ліків у біологічному режимі. Потрібні додаткові дослідження, щоб визначити довготривалий вплив низьких рівнів фармацевтичних препаратів та засобів особистої гігієни на людей. Повна дія сумішей з низькими концентраціями різних таких препаратів та засобів також невідома.
„В американській оцінці ризику охорони навколишнього середовища зазначено, що прийнятний щоденний прийом (англ. acceptable daily intake; ADI) фармацевтичних препаратів становить приблизно 0,0027 мг/кг на добу“.[джерело?]  Через відсутність досліджень рекомендацій щодо токсичності та їх впливу на здоров'я людей важко визначити здорову дозу для води, забрудненої фармацевтичними препаратами. „Випробуваний розмір фармацевтичної проби не дає повного уявлення про вплив людини. Тільки 17 з 3000 рецептів перевіряються у питній воді“. [джерело?]
Окрім того, „у правилах EPA та FDA зазначено, що лікарський засіб або хімічна речовина не вважаються шкідливими, поки чіткі докази не покажуть, що речовина завдає шкоди“. Це означає, що ми не тестуємо і не перевіряємо тисячі забруднень у нашій питній воді. Оцінки ризиків для здоров'я не проводились, щоб надати конкретні докази, що пов'язують фармацевтичне забруднення та шкідливі наслідки для здоров'я людини.
„Проте негативні наслідки для здоров'я виявляються у водних організмів. Риби, що мешкають поблизу водоочисних споруд, є фемінізованими“. „У деяких самців риб почали розвиватися яєчники та інші фемінізовані ознаки через фармацевтичне забруднення, деякі види зменшились у популяції через вплив ЕЕ2 та інших гормональних речовин ECD“. [джерело?]
Хоча дослідження показали, що PPCP є у водних об'єктах у всьому світі, жодні дослідження не показали прямого впливу на здоров'я людини. Однак відсутність емпіричних даних не може виключити ймовірність несприятливих наслідків внаслідок взаємодії або тривалого впливу цих речовин. Оскільки кількість цих хімічних речовин у водопостачанні може становити частки на трильйон або частини на мільярд, важко хімічно визначити точні кількості, що є. Тому багато досліджень були зосереджені на тому, щоб визначити, чи існують концентрації цих фармацевтичних препаратів при або вище прийнятого добового споживання (ДДД), при якому можуть мати місце розроблені біологічні результати.
На додаток до зростаючих занепокоєнь щодо ризиків для здоров'я людей від фармацевтичних препаратів через вплив навколишнього середовища, багато дослідників припускають, що потенціал може викликати стійкість до антибіотиків. В одному дослідженні було виявлено 10 різних антибіотиків у стоках стічних вод, поверхневих водах та відкладах. Деякі мікробіологи вважають, що якщо концентрація антибіотиків перевищує мінімальну інгібуючу концентрацію (MIC) у виду патогенних бактерій, буде здійснюватися селективний тиск і, як наслідок, вибірково підвищуватися стійкість до антибіотиків. Також було доведено, що при рівних субінгібуючих концентраціях (наприклад, одна четверта MIC) кілька антибіотиків здатні впливати на експресію генів (наприклад, як показано для модуляції експресії кодуючих токсин генів у Золотистий стафілокок).
Для довідки MIC еритроміцину, який ефективний проти 90 % вирощених у лабораторії бактерій Campylobacter, найпоширенішого збудника харчових продуктів в США, становить 60 нг / мл. Одне дослідження показало, що середня концентрація еритроміцину, як правило, призначеного антибіотика, становила 0,09 нг / мл у стоках водоочисних споруд. Крім того, спостерігався перенос генетичних елементів між бактеріями в природних умовах на очисних спорудах, а відбір стійких бактерій був задокументований у каналізаційних трубах, що приймають стічні води з фармацевтичних заводів. Більше того, стійкі до антибіотиків бактерії також можуть залишатися в шламах стічних вод і потрапляти в харчовий ланцюг, якщо мул не спалюють, а використовують як добриво на сільськогосподарських землях.
Зв'язок між сприйняттям ризику та поведінкою є багатогранною. Управління ризиками є найефективнішим, коли зрозуміти мотивацію поведінки утилізації невикористаних фармацевтичних препаратів. Згідно з дослідженням, проведеним Куком та Беллісом у 2001 р., Виявлено незначну кореляцію між сприйняттям ризику та знаннями щодо фармацевтичних відходів. У цьому дослідженні застережено проти ефективності спроб змінити поведінку громадськості щодо цих проблем охорони здоров'я, попереджаючи їх про ризики, пов'язані з їх діями.
Необхідно вживати обережних заходів для інформування, щоб формувати усвідомлення громадськості. Наприклад, дослідження, проведене Норлундом та Гарвілем у Швеції (2003), показало, що деякі люди можуть принести особисту жертву з точки зору комфорту, оскільки вважають, що було б корисно мінімізувати подальший збиток для навколишнього середовища, спричинений використанням транспорту. Поінформованість про проблеми забруднення атмосфери була фактором, який вирішив вжити заходів щодо більш екологічно вигідного вибору транспорту. Отже, мета проекту Баунда полягає в тому, чи впливає сприйняття ризику, пов'язаного з фармацевтичними препаратами, на спосіб розподілу ліків.
Для проведення цього дослідження фармацевтичні препарати були згруповані за терапевтичною дією, щоб допомогти учасникам їх ідентифікувати. Нижче наведено 8 терапевтичних груп: антибактеріальні препарати, антидепресанти, антигістамінні препарати , протиепілептичні засоби, лікування гормонами та ліпідні регулятори. Потім було створено опитування, яке вивчало схеми утилізації учасниками та їх сприйняття існуючого ризику чи загрози навколишньому середовищу. У першій частині опитування респондентам були задані такі питання: 1. Коли і як вони утилізували фармацевтичні препарати. 2. Як вони сприймають ризик для навколишнього середовища, який представляє фармацевтика. 3. Розмежувати ризики, пов'язані з різними класифікаціями фармацевтичних препаратів. Частина друга опитування включала кожну з восьми фармацевтичних груп, описаних вище, окремо. Нарешті, третя частина запитувала інформацію про вік, стать, професію, поштовий індекс та освіту учасників. Розмір вибірки учасників був точним порівняно з фактичним розподілом чоловіків та жінок у Великій Британії: 54,8 % — жінки та 45,2 % — чоловіки. Фактично — у Великій Британії 51,3 % жінок та 48,7 % чоловіків. Результати показали, що коли ліки потрібно викинути, 63,2 % учасників кидають їх у смітник, 21,8 % повертають фармацевту, а 11,5 % утилізують через унітаз / раковину, тоді як решта 3,5 % зберігають їх. Лише половина респондентів вважали, що фармацевтичні препарати можуть потенційно шкодити навколишньому середовищу. Під час вивчення факторів, що мають відношення до сприйняття ризику, не було встановлено певного зв'язку між сприйняттям та освітою чи доходом.
Доктор Баунд зазначив, що участь у таких альтруїстичних заходах, як екологічні групи, може надати членам можливість краще зрозуміти наслідки своїх дій у навколишньому середовищі. Що стосується водного середовища, важко відчути сприятливі наслідки належного розпорядження ліками. Також існує ймовірність того, що на поведінку людини це вплине лише в тому випадку, якщо існує серйозний ризик для них самих або людей на відміну від екологічної загрози. Незважаючи на те, що існують серйозні загрози фармацевтичного забруднення, що призводить до фемінізації певних риб, вони мають нижчий пріоритет, оскільки їх нелегко зрозуміти чи відчути широкій громадськості. На думку Джонатана П. Баунда, надання інформації про те, як саме робити правильну утилізацію невикористаних ліків разом із вивченням ризиків, може мати більш позитивний та сильний ефект.

### Рекомендації
Є кілька порад та ініціатив щодо запобігання фармацевтичному забрудненню навколишнього середовища. Серед важливих практик:
- інформування пацієнтів про важливість правильного утилізації невикористаних ліків,
- навчання медиків та пацієнтів щодо правильної утилізації наркотиків,
- заохочення фармацевтичної промисловості до впровадження стратегій належного утилізації ліків або стратегій переробки, та
- вимагати від лікарень застосування кращих методів управління утилізацією фармацевтичних відходів.[32]

По-перше, важливо, щоб пацієнти отримали відомості щодо фармацевтичного забруднення та його шкідливого впливу. Навчаючи пацієнтів щодо правильної утилізації невикористаних лікарських засобів, вживаються заходи щодо подальшої профілактики фармацевтичних відходів у навколишньому середовищі. Споживачі повинні вжити заходи обережності, перш ніж викидати ліки в смітник або змивати їх в унітазі. [джерело?] Спільні програми повернення споживачів створили для повернення невикористаних ліків для належної утилізації. [джерело?] Інша ініціатива полягає в тому, щоб аптеки служили місцем повернення для належної утилізації ліків, наприклад, впровадження сміттєвих контейнерів для споживачів, щоб повернути невикористані або прострочені ліки під час покупок. Крім того, медичні фонди можуть отримувати ці ліки, щоб вводити їх людям, які потребують їх, одночасно знищуючи ті, що мають надлишок або термін дії яких минув. Крім того, навчання медичних працівників та пацієнтів щодо важливості належної утилізації ліків та екологічних проблем допоможе подальшому зменшенню фармацевтичних відходів.
Крім того, реалізація ініціатив для лікарень, спрямованих на покращення практики утилізації небезпечних відходів, може виявитися корисною. Американська агенція охорони навколишнього середовища заохочує лікарні розвивати ефективні методи утилізації фармацевтичних препаратів, надаючи їм гранти. Цей стимул може бути дуже корисним для інших лікарень у всьому світі.
Крім того, „для нас критично важливо розробити аналітичний метод виявлення, випробування та регулювання кількості фармацевтичних препаратів у водних системах“. Необхідно збирати дані для точного вимірювання поширеності фармацевтичних препаратів у питній воді. „Для оцінки наслідків тривалого впливу фармацевтичних препаратів у питну воду слід проводити багаторазові оцінки ризику для здоров'я“.
Необхідно розробляти програми, що базуються на громаді, для моніторингу впливу та наслідків для здоров'я, заохочувати фармацевтичну індустрію розробляти технологію вилучення медичних засобів із водних шляхів. „Слід провести масштабні дослідження, щоб визначити величину фармацевтичного забруднення навколишнього середовища та його вплив на тварин та морське життя“.
Багато фармацевтичних препаратів проходять через людський організм у незмінному вигляді, тому найкраще, щоб людські екскременти не виходили у водні шляхи навіть після звичайної обробки, яка також не може видалити ці хімічні речовини. Рекомендується, щоб фекалії та сеча людини потрапляли у родючий ґрунт, де вони отримуватимуть більш ефективне лікування за допомогою знайдених там численних мікробів протягом тривалого часу і триматимуться подалі від водних шляхів, використовуючи сухі туалети, що відводять сечу, біотуалети та Arborloos. Побудовані водно-болотні угіддя ефективно видаляють ці хімічні речовини, але для них краще не потрапляти спочатку у воду.

### Довкілля
Хоча повний вплив більшості фармацевтичних препаратів та засобів особистої гігієни на навколишнє середовище невідомий, є занепокоєння щодо потенціалу шкоди, оскільки вони можуть взаємодіяти непередбачувано при змішуванні з іншими хімічними речовинами з навколишнього середовища або концентрації в харчовому ланцюгу. Крім того, деякі препарати та засоби активні в дуже низьких концентраціях і часто виділяються безперервно у великих або широко розповсюджених кількостях.

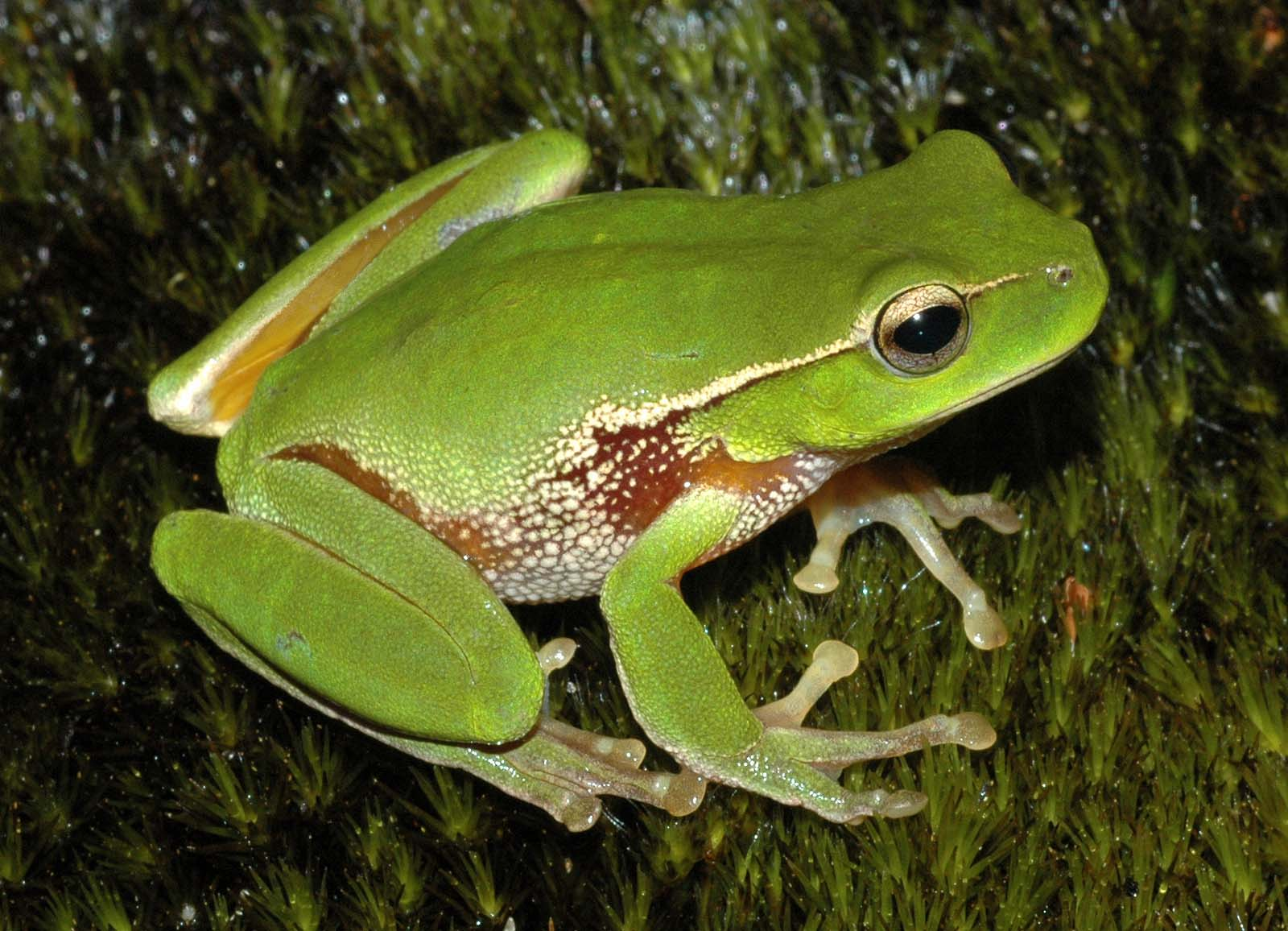
Клас антидепресантів може бути у жаб і може значно уповільнити їх розвиток.

Через високу розчинність багатьох PPCP, водні організми особливо вразливі до такого впливу. Виявлено, що у жаб може бути клас антидепресантів, який може значно уповільнити їх розвиток.  Підвищена присутність естрогену та інших синтетичних гормонів у стічних водах внаслідок контролю за народжуваністю та гормональної терапії пов'язана з посиленою фемінізацією риб та інших водних мешканців. Хімічні речовини мають вплив на фемінізацію або маскулінізацію різних риб, таким чином, впливаючи на їх репродуктивні показники.
Окрім того, що інгредієнти деяких PPCP містяться лише у водних шляхах, вони також можуть знаходитися в грунті. Оскільки деякі з цих речовин займають тривалий час або не можуть розкластись біологічно, вони пробиваються по харчовому ланцюгу.  Інформація, що стосується транспорту та долі цих гормонів та їх метаболітів при утилізації молочних відходів, все ще досліджується, проте дослідження показують, що внесення твердих відходів на землю, ймовірно, пов'язане з більшою кількістю проблем із забрудненням гормонів. Не тільки забруднення від PPCPs впливає на морські екосистеми, а й на ті середовища існування, які залежать від цієї забрудненої води.
Є різні занепокоєння щодо впливу фармацевтичних препаратів, що знаходяться у поверхневих водах, і особливо щодо загрози райдужній форелі, яка зазнає очищення стічних вод. Аналіз цих фармацевтичних препаратів у плазмі крові риб порівняно з терапевтичним рівнем у плазмі крові людини дав життєво важливу інформацію, що забезпечує засіб оцінки ризику, пов'язаного з відходами ліків у воді.
Райдужна форель була піддана дії нерозбавлених, очищених стічних вод у трьох різних місцях у Швеції. Їх виставляли протягом 14 днів, тоді як 25 фармацевтичних препаратів вимірювали в плазмі крові на різних рівнях для аналізу. Прогестин Левоноргестрел був виявлений у плазмі крові риб у концентраціях від 8,5 до 12 нг мл-1, що перевищує терапевтичний рівень людини у плазмі крові. Було показано, що виміряний рівень стоків Левоноргестрелу в трьох областях знижує родючість райдужної форелі. [первинне джерело]
Три місця, вибрані для експозиції на місцях, розташовані у Стокгольмі, Гетеборзі та Умео. Вони були обрані відповідно до їх різного ступеня технологій обробки, географічного розташування та розміру. Очищення стоків включає обробку активного мулу, видалення азоту та фосфору (крім Умео), первинне освітлення та вторинне освітлення. Молодняк райдужної форелі був закуплений у фірмах Antens fiskodling AB, Швеція та Umlax AB, Швеція. Рибу піддавали газованим, нерозведеним, очищеним стокам. Оскільки всі ділянки пройшли обробку мулу, можна зробити висновок, що вони не є репрезентативними щодо низької ефективності очищення. З 21 фармацевтичного препарату, який було виявлено у зразках води, 18 було виявлено у стоках, 17 у плазмовій частині, 14 фармацевтичних препаратів виявлено як у стічних водах, так і в плазмі. [первинне джерело]

## Сучасні дослідження
Починаючи з середини 60-х років, екологи та токсикологи почали висловлювати занепокоєння з приводу можливого негативного впливу фармацевтичних препаратів на водопостачання, але лише через десять років наявність фармацевтичних препаратів у воді була добре задокументована. Дослідження в 1975 і 1977 рр. Виявили клофібринову кислоту та саліцилову кислоту при незначних концентраціях у обробленій воді. Широке занепокоєння та дослідження впливу PPCPs значною мірою розпочалося на початку 1990-х. До цього часу PPCPs в основному ігнорували через їх відносну розчинність та утримання у водних шляхах порівняно з більш звичними забруднювачами, такими як агрохімікати, промислові хімікати та промислові відходи та побічні продукти.
Відтоді велика увага приділялася екологічному та фізіологічному ризику, пов'язаному з фармацевтичними сполуками та їх метаболітами у воді та навколишньому середовищі. В останнє десятиліття більшість досліджень у цій галузі були зосереджені на стероїдних гормонах та антибіотиках. Існує занепокоєння, що стероїдні гормони можуть діяти як ендокринні руйнівники . Деякі дослідження показують, що концентрації етинілестрадіолу, естрогену, що застосовується в оральних контрацептивних препаратах та одному з найбільш часто призначаються фармацевтичних препаратів, можуть спричинити порушення ендокринної системи у водних та амфібійних диких тварин у концентраціях до 1 нг / л.
Поточне дослідження ППЗК має на меті відповісти на ці питання:
- Який ефект впливає низький рівень PPCPs з часом?
- Який ефект від впливу сумішей хімічних речовин?
- Гострі (короткочасні) чи хронічні (довгострокові) наслідки?
- Чи певні популяції, такі як люди похилого віку, дуже молоді або з ослабленим імунітетом, є більш вразливими до впливу цих сполук?

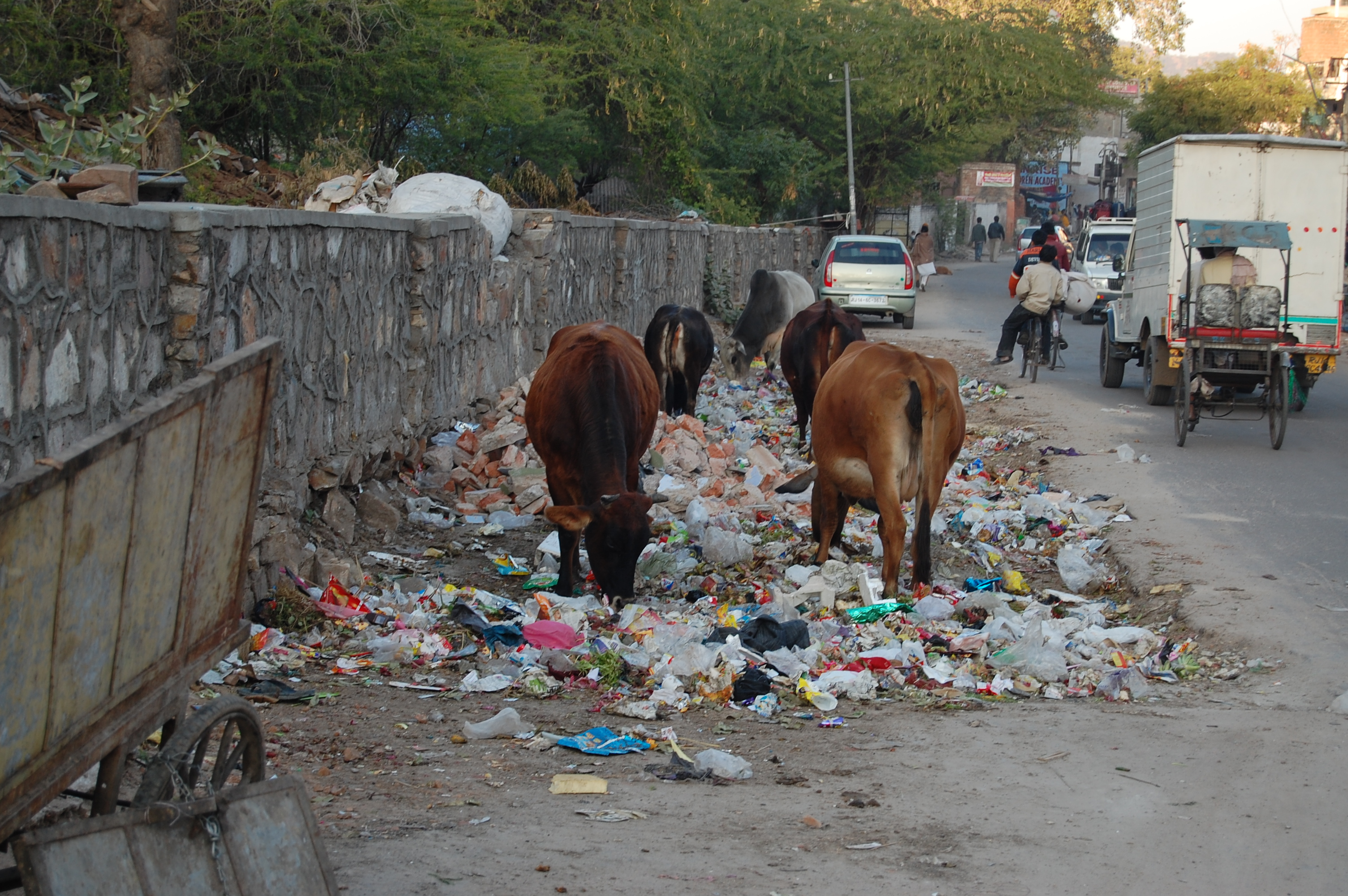
Джайпурські корови їдять сміття, яке може містити ліки та добавки, які пройдуть через їх систему та потраплять у навколишнє середовище

- Джайпурські корови їдять сміття, яке може містити ліки та добавки, які пройдуть через їх систему та потраплять у навколишнє середовище Який вплив PPCP на бактеріальні, грибкові та водні організми?
- Чи достатньо рівня антибіотиків у водному середовищі для підвищення стійкості до антибіотиків?
- Який вплив впливу стероїдних гормонів на популяції тварин і людей?

### Фармакосередовище
Фармакоекологія є продовженням фармаконагляду, оскільки вона конкретно стосується екологічних та екологічних наслідків лікарських засобів, що застосовуються в терапевтичних дозах. Фармакологи, які володіють цим спеціальним досвідом (відомим як фармакологічний еколог), стають необхідним компонентом будь-якої групи, яка оцінює різні аспекти безпеки наркотиків у навколишньому середовищі. Ми повинні розглядати ефекти наркотиків не лише в медичній практиці, а й їх вплив на навколишнє середовище. Будь-які хороші клінічні випробування повинні розглядати вплив певних лікарських засобів на навколишнє середовище. Ми повинні вирішити питання фармакологічного середовища — це ліки та їх точна концентрація в різних частинах навколишнього середовища.
Фармакосередовище — це специфічна область фармакології, а не екологічних досліджень. Це пов'язано з тим, що мова йде про ліки, які потрапляють через живі організми шляхом елімінації.

### Екофармаконагляд
Фармаконагляд — нова галузь науки, яка народилася в 1960 році після катастрофи на талідоміді. Талідомід є тератогеном і викликав жахливі аномалії народження. Талідомідна катастрофа призвела до сучасного підходу до безпеки наркотиків та повідомлення про несприятливі події.
Згідно з EPA, фарамонагляд — це наука, спрямована на виявлення будь-яких несприятливих наслідків фармацевтичних препаратів для людини після використання. Однак екофармаконагляд є наукою та діяльністю, що стосується виявлення, оцінки, розуміння та запобігання шкідливим ефектам фармацевтичних препаратів у навколишньому середовищі, які впливають на людей та інші види тварин.  Серед науковців зростає увага щодо впливу наркотиків на навколишнє середовище. Останніми роками ми змогли побачити фармацевтичні препарати для людей, які виявляються в навколишньому середовищі, яке, як правило, знаходиться в поверхневих водах. [джерело?]
Важливість екофармаконагляду полягає у моніторингу несприятливого впливу фармацевтичних препаратів на людину через вплив навколишнього середовища. [джерело?] Завдяки цій відносно новій галузі науки дослідники постійно розробляють та розуміють вплив фармацевтичних препаратів на навколишнє середовище та його ризик для впливу на людей та тварин. Оцінка екологічного ризику є нормативною вимогою при випуску будь-якого нового препарату. [джерело?] Цей запобіжний захід став необхідним кроком до розуміння та запобігання шкідливим впливам залишків фармацевтичної продукції у навколишньому середовищі. Важливо відзначити, що фармацевтичні препарати потрапляють у навколишнє середовище через виведення ліків після використання людиною, лікарень та неправильної утилізації невикористаних ліків від пацієнтів. [джерело?]

### Екофармакологія
Екофармакологія стосується потрапляння хімічних речовин або ліків у навколишнє середовище будь-яким шляхом та у будь-якій концентрації, що порушує баланс екології (екосистеми), як наслідок. Екофармакологія — це широкий термін, що включає дослідження «PPCP», незалежно від доз та шляху потрапляння у навколишнє середовище.
Геологія району карстового водоносного шару сприяє переміщенню PPCP з поверхні в підземні води. Відносно розчинна гірська порода створює поглиблення, печери та потоки, в які поверхнева вода легко впадає, з мінімальним фільтруванням. Оскільки 25 % населення отримує питну воду з карстових водоносних горизонтів, це зачіпає велику кількість людей. Дослідження в 2016 році карстових водоносних горизонтів на південному заході штату Іллінойс показало, що у 89 % проб води було виміряно один або кілька PPCP. Триклокарбан (протимікробний засіб) був найбільш часто виявляним PPCP, а гемфіброзил (серцево-судинний препарат) — другим за частотою виявлення. Іншими виявленими PPCP були триметоприм, напроксен, карбамазепін, кофеїн, сульфаметоксазол та флуоксетин. Дані свідчать про те, що стічні води з септиків є ймовірним джерелом PPCP.

### Доля фармацевтичних препаратів на очисних спорудах

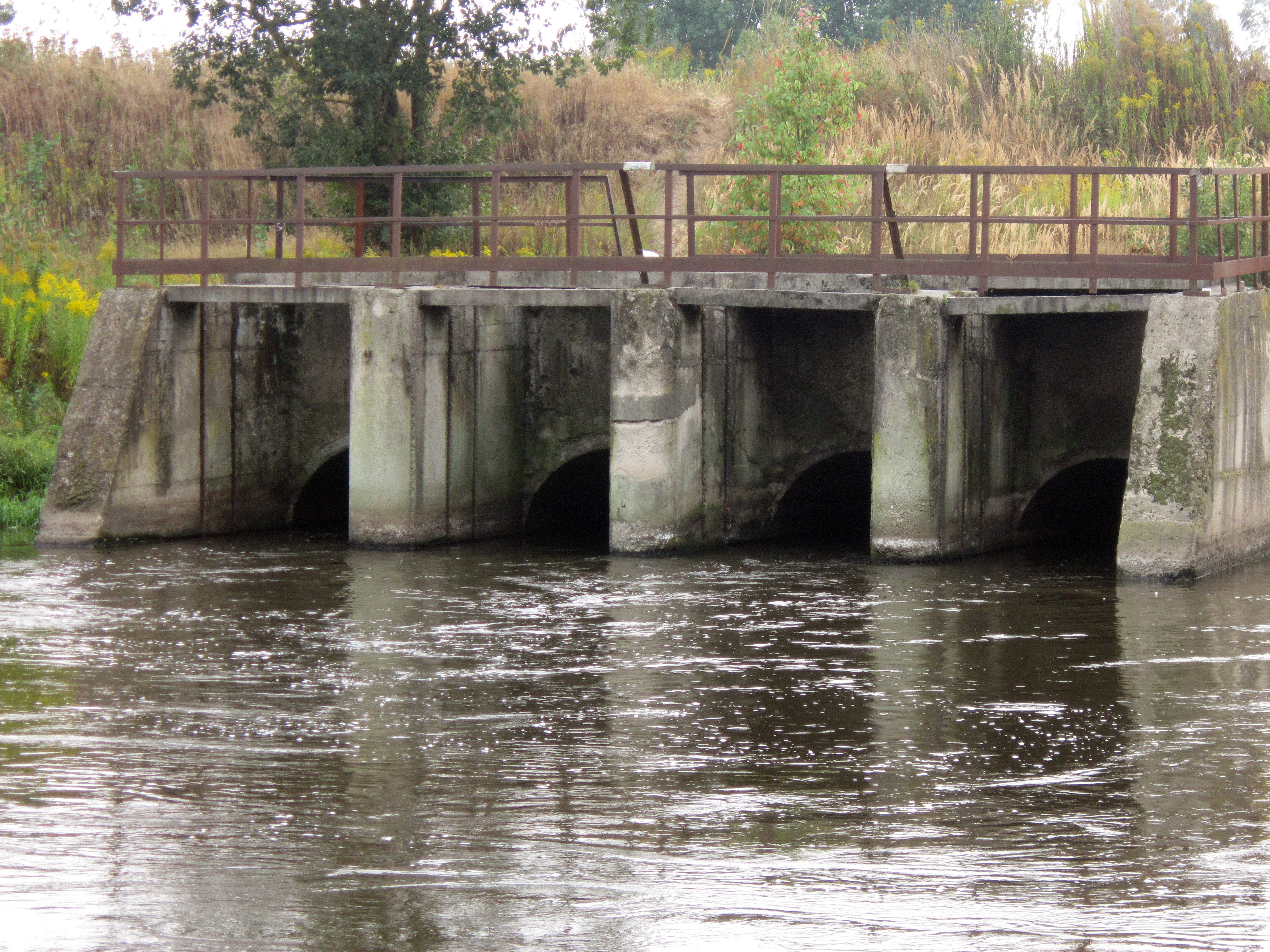
Очисні споруди використовують фізичні, хімічні та біологічні процеси для видалення поживних речовин та забруднень зі стічних вод.

Очисні споруди (англ. Sewage treatment plants; STP) працюють з фізичними, хімічними та біологічними процесами для видалення поживних речовин та забруднень зі стічних вод. Зазвичай STP обладнаний початковим механічним відділенням твердих частинок (ватяних паличок, тканини, засобів гігієни тощо), що з'являються у надходить воді. Після цього можуть бути фільтри, що відокремлюють більш дрібні частинки, що потрапляють у воду, що надходить, або розвиваються в результаті хімічної обробки води флокулюючими агентами.
Багато STP також включають один або кілька етапів біологічного лікування. Стимулюючи активність різних штамів мікроорганізмів, фізично їх активність може сприяти погіршенню органічного вмісту стічних вод до 90 % і більше. У певних випадках застосовуються і більш досконалі методи. Сьогодні найбільш часто використовуються передові етапи лікування, особливо з точки зору мікрозабруднювачів
- мембрани (які можуть використовуватися замість біологічної обробки),
- озонування,
- активоване вугілля (порошкоподібне або гранульоване),
- УФ-обробка,
- обробка фератом калію і
- фільтрація піску (яка іноді додається як останній крок після вищезазначеного).

PPCP важко видалити зі стічних вод звичайними методами. Деякі дослідження показують, що концентрація таких речовин навіть вища у воді, що виходить з рослини, ніж вода, що надходить у рослину. Багато факторів, включаючи pH середовища, сезонні коливання та біологічні властивості, впливають на здатність STP видаляти PPCP.
Дослідження 2013 року на установці для очищення питної води показало, що з 30 PPCP, виміряних як у джерелі води, так і в місцях питної води, 76 % PPCP були видалені в середньому на станції очищення води. Встановлено, що озонування є ефективним процесом лікування для видалення багатьох PPCP. Однак є деякі PPCP, які не були видалені, такі як DEET, що використовується як спрей від комарів, нонілфенол, який є поверхнево-активною речовиною, що використовується в миючих засобах, антибіотик еритроміцин та гербіцид атразин.
Проводиться кілька дослідницьких проектів з метою оптимізації використання передових методів очищення стічних вод за різних умов. Передові методи істотно збільшать витрати на очищення стічних вод. У рамках проекту європейського співробітництва між 2008 і 2012 роками у Швейцарії, Німеччині, Нідерландах та Люксембурзі було розроблено чотири лікарні для очищення стічних вод для дослідження рівня виведення концентрованих стічних вод з фармацевтичними «коктейлями» за допомогою різних та комбінованих передових технологій очищення . Особливо німецька STP в Марієнхоспіталі Гельзенкірхен показала ефекти комбінації мембран, озону, порошкоподібного активованого вугілля та фільтрації піску. Але навіть максимум встановлених технологій не може усунути 100 % всіх речовин, і особливо радіоконтрастні речовини практично неможливо усунути. Дослідження показали, що в залежності від встановлених технологій витрати на лікування такого лікувального закладу лікарня може бути до 5,50 € за м2. В інших дослідженнях та порівняннях очікується, що витрати на лікування зростуть до 10 %, головним чином за рахунок попиту на енергію. Тому важливо визначити найкращу доступну техніку, перш ніж масштабні інвестиції в інфраструктуру будуть впроваджені на широкій основі.
Доля надходжень фармацевтичних залишків у STP непередбачувана. Деякі речовини, здається, більш-менш повністю виведені, тоді як інші проходять різні етапи STP без змін. Немає систематичних знань, щоб передбачити, як і чому це відбувається.
Фармацевтичні залишки, кон'юговані (пов'язані з жовчною кислотою) перед виведенням із пацієнтів, можуть зазнати декон'югації в STP, отримуючи більш високі рівні вільної фармацевтичної речовини у виході з STP, ніж у надходить воді. Деякі фармацевтичні препарати з великими обсягами продажу не були виявлені у надходженні води до STP, що вказує на те, що повний метаболізм і деградація мали місце вже у пацієнта або під час транспортування стічних вод з домогосподарства до STP.

### Регулювання
Сполучені Штати
У США EPA оприлюднила правила щодо стічних вод для фармацевтичних заводів. EPA також ввела правила, які стосуються забруднення повітря для виробничих об'єктів.
EPA опублікувала правила по утилізації небезпечних відходів лікарських засобів за медичним установам в 2019 році Агенція також вивчала практику утилізації медичних закладів, де невикористані фармацевтичні препарати можна промивати, а не розміщувати у твердих побутових відходах, але не розробляла норм щодо стічних вод.
Немає національних нормативних актів, які б охоплювали утилізацію споживачами на очисних спорудах (тобто утилізацію в каналізацію). Для вирішення фармацевтичних препаратів, які можуть бути присутніми у питній воді, у 2009 році EPA додала три речовини, що контролюють народжуваність, та один антибіотик до свого списку кандидатів на забруднення (CCL 3) для можливого регулювання згідно із Законом про безпечну питну воду.
У 2019 році Віргінські острови США заборонили сонцезахисні кремами, із зростаючою тенденцією до спроб захистити коралові рифи.

## Приклади

### Блістерні упаковки
80 % таблеток у світі упаковані у блістерну упаковку, яка є найбільш зручним видом з кількох причин. Блістерні упаковки мають два основних компоненти — «кришку» та «блістер» (порожнину). Кришка в основному виготовляється з алюмінію (Al) та паперу. Порожнина складається з полівінілхлориду (ПВХ), поліпропілену (PP), поліефіру (PET) або алюмінію (Al). Якщо користувачі застосовують належні методи утилізації, усі ці матеріали можна переробити, а шкідливий вплив на навколишнє середовище — мінімізувати. Однак проблема виникає з неправильним утилізацією або спалюванням, або утилізацією як звичайні побутові відходи.
Спалювання блістерних упаковок безпосередньо спричиняє забруднення повітря продуктами згоряння поліпропілену ([C3H 6]n), поліефіру ([C10 H8O4 ]n) та полівінілхлориду ([CH2CHCl]n). Реакції горіння та продукти цих хімікатів згадуються нижче.
[C3H 6]n + 9n / 2 O 2 → 3n CO 2 + 3n H 2 O
[C10H8O4]n + 10n O 2 → 10n CO 2 + 4n H 2 O
[CH2CHCl] n + 2nO2 → nCO2 + nH2O +nHCl + nCO

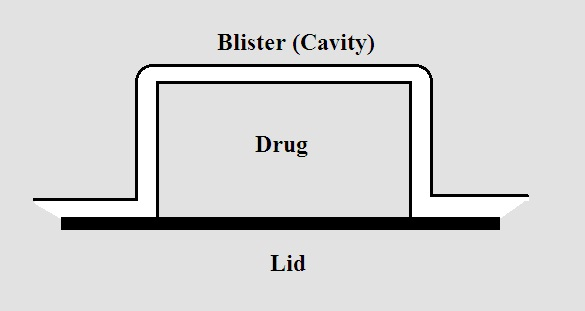
Основна конфігурація блістерної упаковки

Незважаючи на те, що поліпропілен та поліефір шкідливі для навколишнього середовища, найбільш токсичний ефект обумовлений згорянням полівінілхлориду, оскільки він утворює соляну кислоту (HCl), яка є подразником у нижніх та верхніх дихальних шляхах, що може спричинити негативні наслідки для людини.
Утилізація блістерних упаковок як звичайних відходів заборонить процес переробки та врешті накопичуватиметься у ґрунті або воді, що призведе до забруднення ґрунту та води, оскільки процеси біодеградації сполук, таких як ПВХ, ПП та ПЕТ, дуже повільні. В результаті можна спостерігати екологічно шкідливі наслідки, такі як порушення середовищ існування та пересування. Попадання тваринам всередину впливає на секрецію шлункових ферментів та стероїдних гормонів, що може зменшити стимулювання годування, а також може спричинити проблеми з розмноженням . При низькому рН алюміній може збільшити свою розчинність згідно з наступним рівнянням. Як результат, можуть виникати негативні наслідки як водних, так і наземних екосистем.
2Al(s)+6H + → 2Al 3+(aq)+ 3H2(g)
Застосовуючи належні методи утилізації, усі виробничі матеріали блістерних упаковок, таких як PP, PE, PVC та Al, можуть бути перероблені, а шкідливі наслідки для навколишнього середовища — мінімізовані.[джерело?]  Хоча синтез цих полімерів порівняно простий, процес переробки може бути дуже складним, оскільки блістерні упаковки містять метали та полімери разом.
Як перший етап переробки може бути включено розділення Al та полімерів за допомогою гідрометалургійного методу, який використовує соляну кислоту (HCl) Тоді ПВХ можна переробити за допомогою механічних або хімічних методів. Найновіша тенденція полягає у використанні біорозкладаних, екологічно чистих «біопластів», які також називаються біополімерами, такими як похідні крохмалю, целюлози, білка, хітину та ксилану, для упаковки фармацевтичних препаратів для зменшення ворожих впливів на навколишнє середовище. 

### Лак для нігтів
У манікюрних салонах працівники можуть потрапляти під дію десятків хімічних речовин, що містяться в лаках та засобах для зняття лаку. Поліролі для нігтів містять багато компонентів, які вважаються токсичними, включаючи, зокрема, розчинники, смоли, барвники та пігменти.  [Архівовано 2 серпня 2019 у Wayback Machine.] На початку 2000-х років деякі токсичні компоненти, що містяться в лаку (толуол, формальдегід та дибутилфталат), почали замінюватися іншими речовинами. Одним з нових компонентів був трифенілфосфат, що є пластифікатором, що руйнує ендокринну систему. Зараз доступні багато етикеток, включаючи не тільки 3-Free, але й вище, наприклад 5-Free або 12-Free. Існує мало досліджень щодо можливих наслідків впливу здоров'я лаку на нігті; серед них — проблеми зі шкірою, розлади дихання, неврологічні розлади та репродуктивні розлади.

### Рідина для зняття лаку

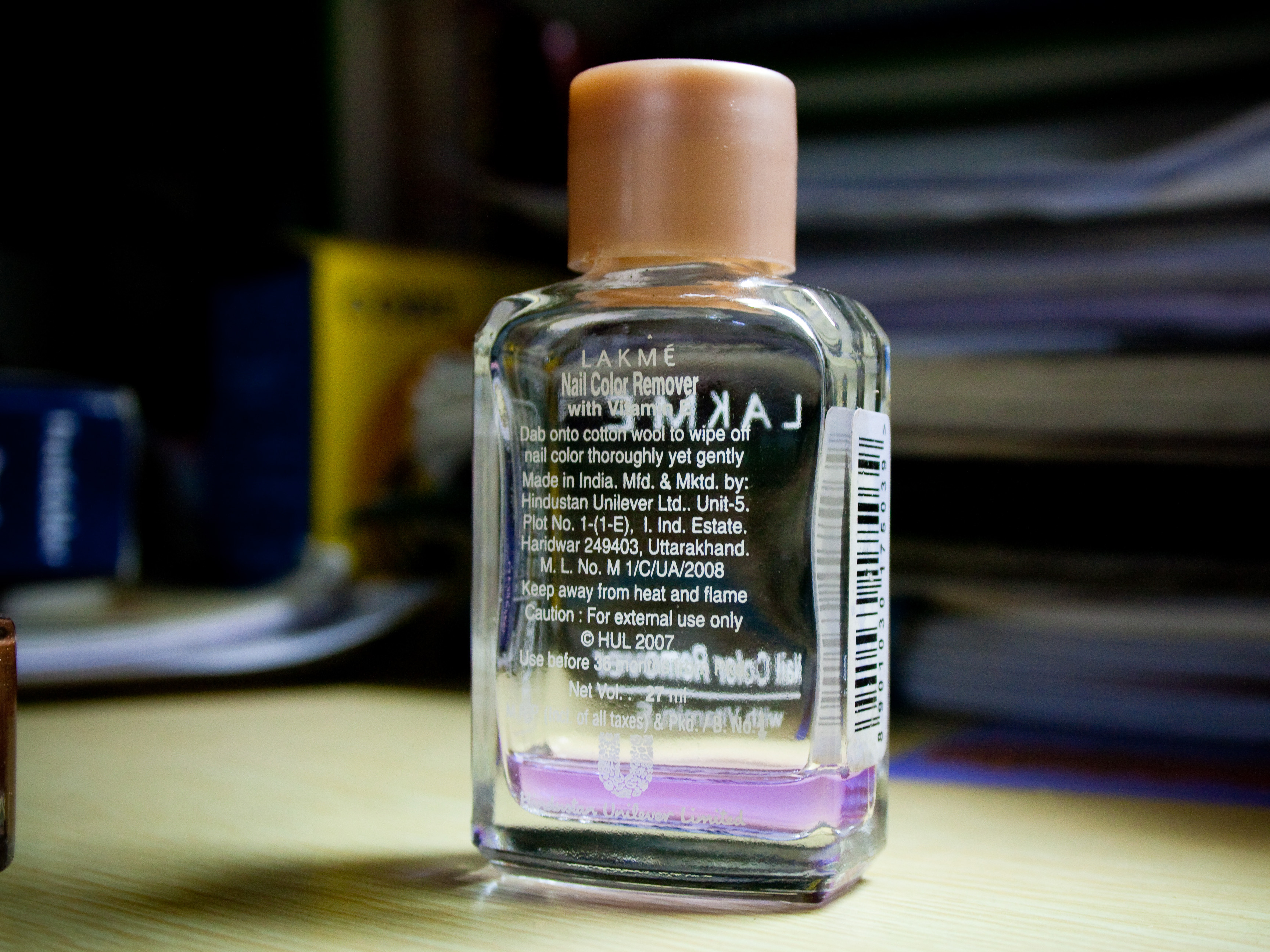
Засіб для зняття лаку містить ацетон.

Засіб для зняття лаку для нігтів має здатність потрапляти у водойми та ґрунт після потрапляння на звалища або через опади, такі як дощ або сніг. Однак через високу летючість ацетону більша частина його, що потрапляє у водойми та ґрунт, знову випаровується і знову потрапляє в атмосферу. Не всі молекули ацетону знову випаровуватимуться, і тому, коли ацетон залишається у водоймах або ґрунті, відбудеться реакція. Ця рідина легко випаровується, оскільки міжмолекулярні сили ацетону слабкі. Молекула ацетону не може легко залучити інші молекули ацетону, оскільки її водні є незначно позитивними. Єдина сила, яка утримує молекули ацетону разом, — це його постійні диполі, які слабкіші за водневі зв'язки.
Оскільки такий засіб — це розчинник, то він розчинний у воді. Коли ацетон розчиняється у воді, водень зв'язується з водою. Чим більше такого засобу, що потрапляє в гідросферу, збільшить концентрацію ацетону, а потім збільшить концентрацію розчину, що утворюється при зв'язку ацетону та води. Якщо утилізувати достатньо таких засобів, вони можуть досягти летального рівня дози для водних організмів.
Рідина також може потрапляти в літосферу за допомогою звалищ та опадів. Проте вона не буде зв'язуватися з ґрунтом, бо мікроорганізми розкладуть ацетон. Наслідок розкладання ацетону мікроорганізмами — ризик його виснаження в кисневих водоймах. Більше доступного ацетону для розкладу мікроорганізмів призводить до більшої кількості відтворених мікроорганізмів і, отже, до виснаження кисню, оскільки все більше мікроорганізмів витрачає доступний кисень.
Коли рідина випаровується, ацетон потрапляє в атмосферу в газовій фазі. У газовій фазі ацетон може зазнати фотолізу та розщеплення до окису вуглецю, метану та етану. При температурі 100—350 градусів Цельсія виникає
(CH3)2CO + hv → CH 3 + CH 3 CO
CH 3 CO → CH 3 + CO
CH 3 + (CH3) 2CO → CH4 + CH2COCH 3
2CH 3 → C2H6
Другий шлях, через який рідина може потрапити в атмосферу, — це реакція з гідроксильними радикалами. Коли ацетон реагує з гідроксильними радикалами, його основним інгредієнтом є метилгліоксаль, який є органічною сполукою (побічний продукт багатьох метаболічних шляхів). Він є проміжним попередником багатьох передових кінцевих продуктів глікування, які утворюються при таких захворюваннях, як діабет або нейродегенеративні захворювання. Виникає така реакція: (CH3)2CO + ·OH → CH3C (O) OH + ·CH 3
CH3C(O)OH+·CH 3 → CH3C(O)COH+3H +

### Сонцезахисні креми
До складу сонцезахисних кремів входять різні хімічні сполуки для уникнення УФ випромінювання: бензофенон, октокрилен, октиноксат, тощо. Вони мають великий вплив на життєдіяльність коралових рифів та сприяють відбілюванню коралів.

## Питання, які очікують на розгляд
- Чи існує температура, при якій PPCP спалюються та знищуються? Чи будуть вони таким чином усунені, коли з матеріалів роблять біовугіль ?
- Чи існують штучні барвники, які розкладаються за подібних умов до PPCP і можуть бути використані як проксі в низькотехнологічних експериментах щодо того, як усунути PPCP?
- Відомо, що ультрафіолетове світло погіршує PPCP. Скільки часу потрібно було б сечі лежати на сонці в прозорих пляшках, щоб знищити PPCP перед використанням як добриво?
- Чи розвивають здатність ґрунтових мікробів здатність руйнувати PPCP з часом? Якщо людина, яка споживає фармацевтичні препарати, використовує сухий туалет для відведення сеч, в якому сеча розпорошується у родючий ґрунт серед рослин, чи врешті-решт мікроби повністю розкладуть цю хімічну речовину? Через скільки часу? Які типи фармацевтичних препаратів розщеплюються швидше, а які повільніше?
- Чи існують типи PPCP, які не можуть потрапити в коріння рослин, оскільки їх молекули просто занадто великі?
- Коли ефірні олії добувають із рослин, чи потрапляють в них PPCP, залишаються в казані чи знищуються спекою?

## Подальше читання
- Kümmerer K (2010). Pharmaceuticals in the Environment. Annual Review of Environment and Resources. 35: 57—75. doi:10.1146/annurev-environ-052809-161223.
- Kumar RR, Lee JT, Cho JY (2012). Fate, occurrence, and toxicity of veterinary antibiotics in environment. Journal of the Korean Society for Applied Biological Chemistry. 55 (6): 701. doi:10.1007/s13765-012-2220-4.